# Internazionali di Francia 1932
Gli Internazionali di Francia 1932 (conosciuti oggi come Open di Francia o Roland Garros) sono stati la 37ª edizione degli Internazionali di Francia di tennis. Si sono svolti sui campi in terra rossa dello Stade Roland Garros di Parigi in Francia.
Il singolare maschile è stato vinto da Henri Cochet, che si è imposto su Giorgio De Stefani in quattro set col punteggio di 6–0, 6–4, 4–6, 6–3. Il singolare femminile è stato vinto da Helen Wills Moody, che ha battuto in due set Simonne Mathieu. Nel doppio maschile si sono imposti Henri Cochet e Jacques Brugnon. Nel doppio femminile hanno trionfato Helen Wills Moody e Elizabeth Ryan. Nel doppio misto la vittoria è andata a Betty Nuthall in coppia con Fred Perry.

## Seniors

### Singolare maschile
Henri Cochet ha battuto in finale  Giorgio De Stefani con il punteggio di 6–0, 6–4, 4–6, 6–3.

### Singolare femminile
Helen Wills Moody ha battuto in finale  Simonne Mathieu con il punteggio di 7–5, 6–1.

### Doppio maschile
Henri Cochet /  Jacques Brugnon hanno battuto in finale  Christian Boussus /  Marcel Bernard con il punteggio di 6–4, 3–6, 7–5, 6–3.

### Doppio Femminile
Helen Wills Moody /  Elizabeth Ryan hanno battuto in finale  Betty Nuthall /  Eileen Bennett Whittingstall con il punteggio di 6–1, 6–3.

### Doppio Misto
Betty Nuthall /  Fred Perry hanno battuto in finale  Helen Wills Moody /  Sidney Wood con il punteggio di 6–4, 6–2.